# Alexandra van Luxemburg

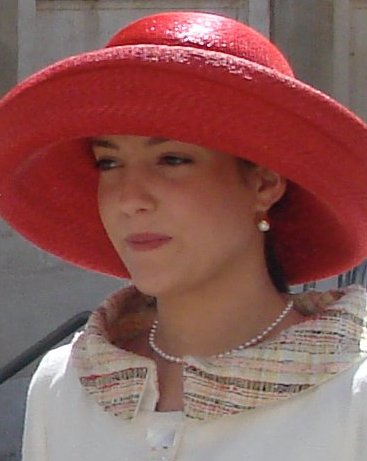
Alexandra van Luxemburg

Alexandra Joséphine Teresa Charlotte Marie Wilhelmine (Luxemburg, 16 februari 1991) is het vierde kind en de enige dochter van groothertog Henri van Luxemburg en groothertogin María Teresa. Ze is prinses van Luxemburg, prinses van Nassau en prinses van Bourbon-Parma.

## Jeugd
Prinses Alexandra heeft vier broers: erfgroothertog Guillaume (1981), prins Félix (1984), prins Louis (1986) en prins Sébastien (1992). Haar peetouders zijn prins Michel de Ligne en prinses Maria-Anna Galitzine, geboren als aartshertogin van Oostenrijk. Zelf is ze de peetmoeder van haar neefje Gabriel (2006), de oudste zoon van haar broer Louis.

## Troonopvolging
Als vrouw stond ze tot 2011 niet in de lijn van de Luxemburgse troonopvolging. Volgens de regels van de Luxemburgse monarchie mocht ze alleen regeren als er geen enkele man in de Walramse linie meer beschikbaar is. Toch heeft haar overgrootmoeder Charlotte zelfstandig geregeerd, evenals haar zus: Maria Adelheid. Op 20 juni 2011 kondigde haar vader groothertog Henri aan dat het familieverdrag was aangepast en dat, vanaf zijn nageslacht, vrouwen gelijke rechten zouden krijgen op de troon. Hiermee kwam Alexandra op de derde plaats te staan in de lijn van troonopvolging, na haar broers Guillaume en Félix en nog voor haar jongere broer Sébastien. Sinds de geboorte van de twee kinderen van haar broer Félix en de zoon van haar broer Guillaume staat ze op de zesde plaats.

## Privéleven
Op 7 november 2022 maakte het Luxemburgse hof de verloving bekend van prinses Alexandra met Nicolas Bagory. Op 22 april trouwden ze voor de wet en op 29 april 2023 was de kerkelijke inzegening.
Het echtpaar heeft een kind:
- Victoire (14 mei 2024)[3]